# Šelpice
Šelpice es un municipio del distrito de Trnava en la región de Trnava, Eslovaquia, con una población estimada a final del año 2024 de 901 habitantes.
Se encuentra ubicado en el centro de la región, cerca del río Váh (cuenca hidrográfica del Danubio) y de la frontera con la región de Bratislava.

## Demografía
| Año        | 1994 | 2004    | 2014     | 2024    |
| ---------- | ---- | ------- | -------- | ------- |
| Población  | 582  | 589     | 867      | 901     |
| Diferencia |      | +1,20 % | +47,19 % | +3,92 % |

| Año        | 2023 | 2024    |
| ---------- | ---- | ------- |
| Población  | 905  | 901     |
| Diferencia |      | −0,44 % |